# حبسة حسية عبر القشرة
الحبسة الحسية عبر القشرة (تي إس إيه) هي إحدى أنواع الحبسة التي تشمل تلف مناطق محددة من الفص الصدغي في الدماغ، ما يؤدي إلى العديد من الأعراض مثل ضعف الإدراك السمعي، إلى جانب تكرار الكلام السليم نسبيًا والكلام الطلق المترافق مع خطل تسمية الكلمات اللفظي. تُعد «تي إس إيه» حبسة مصحوبة بالطلاقة مشابهة لحبسة فيرنيكه (الحبسة الاستقبالية)، لكن تختلف عنها بالقدرة القوية على تكرار الكلمات والعبارات. يمكن للفرد المصاب تكرار الأسئلة بدلًا من الإجابة عليها («اللفظ الصدوي»).
تتشابه «تي إس إيه» بكل هذه الطرق مع اضطراب اللغة الأكثر شيوعًا، الحبسة الاستقبالية. مع ذلك، تختلف الحبسة الحسية عبر القشرة عن الحبسة الاستقبالية في حفاظ المرضى على تكرار الكلام السليم إلى جانب معاناتهم من اللفظ الصدوي، أو التكرار القهري للكلمات. لا يمكن تشخيص الحبسة الحسية عبر القشرة باستخدام تقنيات تصوير الدماغ مثل التصوير بالرنين المغناطيسي الوظيفي (fMRI)، إذ يصعب تفسير النتائج في أغلب الحالات. لذلك، يعتمد الأطباء السريريون على التقييمات والملاحظات اللغوية من أجل تحديد إمكانية إظهار المريض لسمات «تي إس إيه». أظهر المرضى المصابون بالحبسة الحسية عبر القشرة تعافيًا جزئيًا للكلام والفهم بعد بدء علاج الكلام. تعتمد وسائل علاج الكلام الخاصة بأي نوع فرعي للحبسة على مبادئ التعلم واللدونة العصبية. يُعتبر البحث السريري حول «تي إس إيه» محدودًا لحدوثها في فترات متباعدة لدى مرضى الحبسة ما يحيل دون إجراء دراسات منهجية.
يجدر الانتباه إلى عدم الخلط بين الحبسة الحسية عبر القشرة والحبسة الحركية عبر القشرة (تي إم إيه)، التي تتسم بمخرجات الكلام غير المصحوبة بالطلاقة، إلى جانب الفهم والتكرار الجيدين. يظهر مرضى «تي إم إيه» اضطرابًا في مهارات الكتابة، وصعوبة في الكلام وصعوبة الحفاظ على عملية تفكير واضحة. علاوة على ذلك، تتطور «تي إم إيه» نتيجة الآفات في المناطق الحركية القشرية من الدماغ بالإضافة إلى الآفات في الجزء الأمامي من العقد القاعدية، ويمكن ملاحظتها أيضًا لدى المرضى المصابين بالحبسة التعبيرية.

## السمات
تتسم الحبسة الحسية عبر القشرة بوصفها حبسة مصحوبة بالطلاقة. تُحدد الطلاقة من خلال الملاحظة النوعية المباشرة لكلام المريض من أجل تحديد طول العبارات المحكية، إذ تتميز عادة بمعدل طبيعي أو سريع؛ العبارة، والطول، والإيقاع واللحن الطبيعي، والبراعة النطقية؛ والكلام الطبيعي أو المصحوب بالخطل النحوي. تُعتبر الحبسة الحسية عبر القشرة اضطرابًا مميزًا بحدوث تعارض بين معالجة الأصوات الكلامية، التي تبقى سليمة، ومعالجة المعاني اللغوية، التي تصبح مضطربة. نتيجة لذلك، يستطيع المرضى تكرار الجمل المعقدة، لكنهك يفتقرون إلى الفهم والكلام المتعلق بالأصوات الكلامية. يحدث انقطاع الاتصال هذا نتيجة عدم تلف باحة فيرنيكه لدى مرضى «تي إس إيه»، ما يؤدي إلى بقاء التكرار سليمًا وتضرر الفهم. يستطيع المرضى ذو التكرار السليم تكرار كل من العبارات البسيطة والمعقدة المحكية من قبل الآخرين، على سبيل المثال، لدى سؤال المريض عن رغبته في نزهة مشيًا على الأقدام، يجيب بعبارة «نزهة مشيًا على الأقدام». على الرغم من امتلاك المرضى القدرة على الإجابة بالشكل المناسب، إلا أنهم على الأرجح غير قادرين على فهم أسئلة الآخرين، نظرًا إلى امتداد «تي إس إيه» الكبير. بالإضافة إلى مشاكل الفهم، يمكن تمييز الحبسة الحسية عبر القشرة أيضًا بالاستناد إلى العجز في التسمية وخطل تسمية الكلمات.